# Filip Hronek
Filip Hronek, född 2 november 1997, är en tjeckisk professionell ishockeyback som spelar för Vancouver Canucks i NHL.
Han har tidigare spelat på NHL-nivå för Detroit Red Wings och på lägre nivåer för Grand Rapids Griffins i AHL, Saginaw Spirit i OHL och Mountfield HK i Extraliga.
Hronek draftades av Detroit Red Wings i andra rundan i 2016 års draft som 53:e spelare totalt.

## Statistik
| 2014–2015        | Mountfield HK         | Extraliga        | 1   | 0  | 0   | 0   | 2   | —  | — | — | — | —  |
| 2015–2016        | Mountfield HK         | Extraliga        | 40  | 0  | 4   | 4   | 22  | —  | — | — | — | —  |
|                  | HC Stadion Litomerice | 2. liga          | 12  | 2  | 2   | 4   | 18  | —  | — | — | — | —  |
| 2016–2017        | Saginaw Spirit        | OHL              | 59  | 14 | 47  | 61  | 60  | —  | — | — | — | —  |
|                  | Grand Rapids Griffins | AHL              | 10  | 1  | 1   | 2   | 4   | 2  | 0 | 0 | 0 | 6  |
| 2017–2018        | Grand Rapids Griffins | AHL              | 67  | 11 | 28  | 39  | 44  | 5  | 0 | 1 | 1 | 14 |
| 2018–2019        | Detroit Red Wings     | NHL              | 46  | 5  | 18  | 23  | 30  | —  | — | — | — | —  |
|                  | Grand Rapids Griffins | AHL              | 31  | 7  | 17  | 24  | 45  | 5  | 0 | 3 | 3 | 28 |
| 2019–2020        | Detroit Red Wings     | NHL              | 65  | 9  | 22  | 31  | 46  | —  | — | — | — | —  |
| 2020–2021        | Detroit Red Wings     | NHL              | 56  | 2  | 24  | 26  | 16  | —  | — | — | — | —  |
|                  | Mountfield HK         | Extraliga        | 22  | 10 | 13  | 23  | 18  | —  | — | — | — | —  |
| 2021–2022        | Detroit Red Wings     | NHL              | 78  | 5  | 33  | 38  | 36  | —  | — | — | — | —  |
| 2022–2023        | Detroit Red Wings     | NHL              | 48  | 7  | 26  | 33  | 26  | —  | — | — | — | —  |
| NHL totalt       | NHL totalt            | NHL totalt       | 293 | 28 | 123 | 151 | 154 | —  | — | — | — | —  |
| Extraliga totalt | Extraliga totalt      | Extraliga totalt | 63  | 10 | 17  | 27  | 42  | —  | — | — | — | —  |
| AHL totalt       | AHL totalt            | AHL totalt       | 108 | 19 | 46  | 65  | 93  | 12 | 0 | 4 | 4 | 48 |

### Internationellt
| Källa: Uppdaterad: 2023-02-02 | Källa: Uppdaterad: 2023-02-02 | Källa: Uppdaterad: 2023-02-02 |         | Utv = Utvisningsminuter | Utv = Utvisningsminuter | Utv = Utvisningsminuter | Utv = Utvisningsminuter | Utv = Utvisningsminuter |
| År                            | Lag                           | Mästerskap                    | Matcher | Mål                     | Assists                 | Poäng                   | Utv                     |                         |
| ----------------------------- | ----------------------------- | ----------------------------- | ------- | ----------------------- | ----------------------- | ----------------------- | ----------------------- | ----------------------- |
| 2015                          | Tjeckien                      | U18-VM                        | 5       | 0                       | 3                       | 3                       | 6                       |                         |
| 2016                          | Tjeckien                      | JVM                           | 5       | 0                       | 2                       | 2                       | 4                       |                         |
| 2017                          | Tjeckien                      | JVM                           | 5       | 2                       | 2                       | 4                       | 10                      |                         |
| 2018                          | Tjeckien                      | VM                            | 8       | 1                       | 2                       | 3                       | 2                       |                         |
| 2019                          | Tjeckien                      | VM                            | 10      | 3                       | 8                       | 11                      | 22                      |                         |
| 2021                          | Tjeckien                      | VM                            | 7       | 1                       | 3                       | 4                       | 4                       |                         |
| 2022                          | Tjeckien                      | VM                            | 10      | 0                       | 2                       | 2                       | 0                       |                         |
| Junior totalt                 | Junior totalt                 | Junior totalt                 | 15      | 2                       | 7                       | 9                       | 10                      |                         |
| Senior totalt                 | Senior totalt                 | Senior totalt                 | 35      | 5                       | 15                      | 20                      | 28                      |                         |